# Personaggi di Mare fuori
Questa è la lista dei personaggi e interpreti della serie televisiva Mare fuori

## Personale dell'IPM
- Massimo Esposito (stagione 1-in corso), interpretato da Carmine Recano.
Comandante della polizia penitenziaria, è un uomo di grandi principi e dalla ferrea morale, ma capace di ragionare oltre le regole. Vive con la moglie Consuelo e con il figlio Pietro, verso quest'ultimo prova un profondo affetto. La sua vita giunse a un punto di svolta circa dieci anni prima del suo ingresso all'IPM: violando le regole dell'omertà denunciò il suo allora migliore amico Antonio Valletta, colpevole di omicidio, facendo sì che questi venisse arrestato; in seguito a questa scelta fu costretto ad allontanarsi dal suo quartiere e farsi terra bruciata attorno senza più guardarsi indietro. Lui e Paola hanno vedute differenti sulla rieducazione dei ragazzi, il che li porta a qualche contrasto all'inizio della collaborazione, tuttavia con il tempo imparano a rispettarsi arrivando addirittura a provare dei sentimenti l'uno per l'altra e ad intrecciare una travagliata relazione. È un uomo responsabile e deciso, ma dal cuore d'oro e con una grande forza di volontà che non si arrende mai e fa di tutto per aiutare il prossimo. Cerca in tutti i modi di convertire i ragazzi dell'IPM a una vita onesta tentando di tenerli lontani dal reclutamento malavitoso che non porta da nessuna parte se non alla rovina totale; tuttavia il suo è un lavoro che gli dà poche soddisfazioni ma, nonostante quest'oscura e spesso dolorosa consapevolezza, non è mai disposto a demordere. Intrattiene con i detenuti rapporti differenti, anche difficili, ma sa farsi rispettare e ascoltare da loro. In particolare si affeziona tantissimo a Carmine, arrivando a considerarlo un figlio. Quando Paola riparte per Ancona, Massimo si separa comunque dalla moglie, il loro era ormai un matrimonio inesorabilmente infelice, andando a vivere in un'altra casa, sempre a Napoli, anche se entrambi cercano di continuare a essere dei buoni genitori rimanendo buoni amici. Lo stupro subito dalla moglie Consuelo a opera degli scagnozzi del clan Di Salvo stravolge la vita di Massimo, mettendo in dubbio le sue certezze, ma grazie a Carmine supera il senso di rabbia che lo stava logorando. Inizia a provare dei sentimenti corrisposti per Maria Caputo, la madre di Rosa.

- Paola Vinci (stagioni 1-3), interpretata da Carolina Crescentini.
È la direttrice dell’IPM all'inizio della narrazione della serie. Viveva e lavorava ad Ancona prima di essere inviata a Napoli dal ministero. A causa del suo vistoso zoppicare aiutata dal supporto di un bastone, i detenuti le hanno affibbiato il soprannome Punto e Virgola. Rimase coinvolta in un tragico incidente stradale, al quale sopravvisse insieme al marito Lorenzo; tuttavia, perse il bambino che portava in grembo, perse la parziale mobilità di una gamba e subì un intervento che la privò definitivamente della possibilità di concepire un figlio. Cercò di far fronte alla depressione dovuta al drammatico incidente con la promiscuità, che la portò a rompere i rapporti con Lorenzo. È infatti divorziata dal marito, che la ama ancora. Per lei il carcere deve essere un luogo di rieducazione e non solo di detenzione, riesce a diventare una figura amata e rispettata tra guardie e detenuti e a rendersi conto che le regole spesso non siano sufficienti per riportare i ragazzi sulla giusta strada; se, infatti, inizialmente risulta dura e severa, dimostra più avanti di essere una donna empatica e gentile nei confronti dei giovani carcerati. Tuttavia emerge spesso che, a dispetto della sua indiscussa preparazione, la sua poca conoscenza del mondo criminale in cui i detenuti sono cresciuti, non le consente di fare fronte ai problemi che il suo lavoro affronta costantemente. Stringe una relazione con Massimo, comandante della polizia penitenziaria. Prende in custodia Futura, la figlia di Carmine, ma, in seguito al suicidio di Viola (che aveva messo in pericolo la bambina) proprio nel carcere minorile, i servizi sociali le tolgono l'affido. Inoltre, in seguito a quest'episodio, Paola viene sollevata dall'incarico, quindi decide di interrompere la sua storia con Massimo ed è costretta a far ritorno ad Ancona.

- Sofia Durante (stagione 3-in corso), interpretata da Lucrezia Guidone.
Giunta all'IPM sotto le mentite spoglie di una nuova educatrice, è in realtà un'ispettrice inviata dal ministero per indagare sulla gestione del penitenziario dopo l'evasione di Filippo e l'omicidio compiuto da Totò. Manesca e abile nell'autodifesa, i suoi metodi poco ortodossi e la preparazione accademica di alto livello le hanno consentito di fare rapidamente carriera e di guadagnarsi la stima dei suoi superiori. Cresciuta nella periferia di Roma, in passato assistette impotente alla morte di sua sorella, causata da un gruppo di delinquenti che le avevano aggredite con l'obiettivo di violentarle. Diventa madre in giovane età, infatti ha avuto una figlia da un uomo più grande di lei, Lorenza. Dal suo atteggiamento si evince il suo astio nei confronti dei giovani detenuti, che vede solo come dei soggetti deviati da punire, considerandoli antropologicamente uguali ai criminali che uccisero sua sorella. Dopo la morte di Viola viene nominata nuova direttrice dell’IPM in sostituzione di Paola e fin da subito gestisce il penitenziario in maniera molto diversa rispetto a quest'ultima, essendo una donna dal temperamento molto autoritario, freddo e forte e mantenendo un'obiettiva distanza dai detenuti. Lei e Massimo non vanno molto d'accordo e si scontrano spesso sulla gestione dell'IPM, tuttavia impara con il passare del tempo ad apprezzarlo osservando come lui si prodiga per aiutare i ragazzi del penitenziario. Inizia sin da subito ad affezionarsi a Rosa, capendo che entrambe hanno un dolore simile avendo perso i familiari al quale tenevano molto, per merito di Rosa finalmente Sofia capisce che la redenzione per i giovani detenuti dell'IPM non è irraggiungibile. Capendo di provare dei sentimenti per Beppe, inizia con lui una relazione. Decide di ospitare Lorenza a casa sua, a Napoli, tentando di costruire un rapporto con lei dato che per molto tempo ha trascurato la figlia.

- Gennaro Fusco (stagione 1-in corso), interpretato da Agostino Chiummariello.
È il veterano degli agenti penitenziari, con parecchi anni di servizio alle spalle. Non si lascia intimorire da nessuno, nemmeno dai detenuti più pericolosi, e non tollera l'irresponsabilità e la violenza. È severo e pratico con i ragazzi, ma sa adottare con loro un approccio paterno e protettivo quando necessario, tende a volte a essere un po' sarcastico e pungente. Occasionalmente menziona la propria famiglia e ha un cugino che lavora al Beccaria.

- Giuseppe "Beppe" Romano (stagione 1-in corso), interpretato da Vincenzo Ferrera.
È l'educatore dell'Istituto dai sani principi, comprensivo e generoso. Proviene da una ricca famiglia proprietaria di una grande azienda di cui, per scelta, ha deciso di non far parte, non essendo mai stato interessato al mero profitto: l'unica cosa che davvero lo rende felice è occuparsi di filantropia. Per lui tutti i ragazzi detenuti hanno diritto a una seconda possibilità e ad essere reinseriti nella società, per questo è sempre pronto a lanciare il cuore oltre l'ostacolo e a dar loro fiducia, anche se spesso ne paga le conseguenze, venendo ritenuto come un ingenuo. In passato praticava vela a livello agonistico: ciò gli consente di organizzare gite in barca per i ragazzi dell'IPM quando possibile. Nella seconda stagione, Beppe scopre di essere il padre biologico di Kubra, figlia di una prostituta con cui lui aveva avuto un'importante relazione diciassette anni prima. Beppe si occupa di Kubra in IPM, ma senza riuscire a dirle la verità. Quando però Latifah, la madre di Kubra, viene uccisa, a Beppe non rimane altro da fare che confermare i suoi dubbi, pur essendo consapevole che se si venisse a sapere uno dei due dovrebbe essere trasferito, dato che per legge padre e figlia non possono stare nello stesso istituto penitenziario. Kubra e Beppe imparano a volersi bene e, quando lei viene trasferita nell'IPM di Torino, lui decide di riconoscerla legalmente in modo che lei possa raggiungerlo e andare a vivere con lui una volta che avrà scontato la sua pena.

- Elisabetta "Liz" Centola (stagioni 1-3), interpretata da Anna Ammirati.
Agente penitenziaria bella e affascinante, è sposata con un poliziotto ed è dotata di un carattere deciso e autoritario e sa farsi rispettare da tutti i detenuti, maschi o femmine che siano. Anche se si sforza di avere un approccio equo con tutti i ragazzi, tradisce una certa preferenza per Edoardo, nonostante quest'ultimo la deluda spesso per via del suo carattere egoista e sconsiderato. Proprio per aiutare il giovane, Liz commetterà un'irregolarità ospitandolo a casa propria, dopo che questi si presenterà da lei implorandole aiuto, dato che i Ricci intendono ucciderlo. Ciò però non è sufficiente a proteggerlo dal pericolo, infatti i sicari dei Ricci stanano Edoardo, il quale ha rischiato di morire, pur salvandosi. Dopo questa esperienza Liz, capendo che il suo eccessivo attaccamento a Edoardo non le ha permesso di agire in maniera etica e imparziale, decide di dare le dimissioni.

- Lino (stagione 1-in corso), interpretato da Antonio De Matteo.
È un agente penitenziario, spesso vittima più o meno involontaria delle pretese, lecite e non, dei detenuti su cui dovrebbe vegliare. Nella prima stagione la sua principale fonte di corruzione è Ciro, al quale elargisce favori e informazioni quando quest'ultimo li richiede: la sua non è una scelta dettata dall'avidità o dalla possibilità di ottenere un tornaconto personale, bensì ritiene necessario scendere a compromessi con i ragazzi più pericolosi per mantenere un minimo equilibrio all'IPM. È più rigido e meno sensibile se paragonato a Massimo e Gennaro, ma anche lui tiene al gruppo a modo suo. Il suo cinismo è la conseguenza di un evento del suo passato, infatti vent'anni prima è stato costretto a non prestare soccorso a una ragazza che proprio suo padre investì accidentalmente con un furgone per evitare problemi con la polizia, cosa che le costò la vita; sarà questo avvenimento la base per il suo attaccamento a Sasà. Col tempo perde interesse per il bieco profitto personale cercando invece di aiutare i detenuti a trovare la giusta onestà emotiva. Purtroppo l'amore che prova nei confronti di Silvia lo corromperà nuovamente, diventando una pedina dei detenuti Federico e Samuele i quali in cambio di favori lo pagheranno. Pur di allontanare Silvia da Angelo, tenta vanamente di farlo incriminare per spaccio. Alla fine Lino perde Silvia poiché, in seguito alla confessione di Raffaele, viene scagionata e lascia l'IPM. Silvia anche se tiene a Lino non è capace di corrispondere il suo amore.

- Nunzia (stagioni 1-2, 4-in corso), interpretata da Carmen Pommella.
Agente dell'IPM che lavora prevalentemente nel settore femminile del penitenziario. Pretende disciplina dalle ragazze, tuttavia quando serve sa essere anche dolce e affettuosa, in particolare è sempre stata affezionata a Naditza. Nella terza stagione è assente per motivi sconosciuti per poi tornare nella quarta stagione.

- Maddalena (stagione 3-in corso), interpretata da Maddalena Stornaiuolo.
È un'agente dell'IPM che lavora prevalentemente nel settore femminile. Sa essere gentile con i detenuti ma all'occorrenza non esita a essere severa. Ha l'abitudine di chiamare affettuosamente le detenute "bamboline".

- Gaetano Cuomo (stagione 1-in corso), interpretato da Luca Lombardi.
È il medico che lavora nell'infermeria dell'IPM, ed ha con i ragazzi un approccio simpatico e amichevole suscitando fiducia.

- Amelia (stagione 1), interpretata da Paola Benocci. Professoressa di italiano, dà lezioni all'interno dell'IPM, esortando i giovani a impegnarsi.

- Tonino (stagioni 3-4), interpretato da Biagio Manna. È il simpatico proprietario di una pizzeria a Napoli che tiene un corso per pizzaioli all'IPM, dov'è stato detenuto in gioventù. Abbandona il corso quando apre un'altra pizzeria pur essendosi molto affezionato ai ragazzi del carcere minorile.

- Valentina Colosimo (stagione 3), interpretata da Selene Caramazza. È una paroliera e agente discografica, entrata all'IPM per tenere un corso di musica su iniziativa di Lino, suo conoscente. Priva di qualsiasi scrupolo, convince Giulia a plagiare un brano di Gianni, e ciò causa la sua estromissione dall'IPM. In seguito, pur non riapparendo fisicamente, vende il contratto di Giulia al produttore musicale Tony Sarnaro.

- Rosario (stagione 5-in corso), interpretato da Giovanni Anzaldo. Viene da Torino, è il nuovo insegnante del laboratorio che si tiene all'IPM sulla preparazione del caffè.

## Detenuti
- Carmine Di Salvo (stagioni 1-4), interpretato da Massimiliano Caiazzo.
È un adolescente gentile, coraggioso e di buon cuore e che odia fermamente l'appartenenza alla sua famiglia e ai loro ideali criminali, nonostante la madre Wanda e il fratello maggiore Ezio (reggenti del clan da quando il padre Gabriele è a Poggioreale per una lunga sequenza di crimini e spaccio di droga) tentino di fargli capire l'importanza del loro ambiente. Sogna un futuro tranquillo insieme alla fidanzata Nina, con la quale lavora come parrucchiere in un salone; il suo desiderio di vivere una vita lontana dal crimine sembra però annullarsi quando, per difendere proprio quest'ultima da un tentativo di stupro, il ragazzo uccide Nazario Valletta, membro di un clan rivale della sua famiglia, che assale la ragazza per stuprarla insieme ai suoi compagni, pugnalandolo alla gola con un paio di forbici. Arrestato per omicidio preterintenzionale, Carmine viene recluso all'IPM. Soprannominato ‘o Piecuro ("la pecora" o "il codardo") dentro e fuori il penitenziario, all'inizio assieme a Filippo è preso di mira da Ciro Ricci e dalla sua banda, ma si sforza di non cedere alle provocazioni. Scopre che Nina aspetta una figlia da lui, infatti avranno una bambina a cui danno il nome di Futura. All'interno dell'IPM conoscerà il comandante Massimo Esposito, sempre pronto a sostenerlo e ad aiutarlo e che finirà con il considerare come un padre, e stringerà un fortissimo legame fraterno con Filippo, da lui considerato il primo vero amico mai avuto che diventerà la sua spalla nel momento più difficile della sua vita, quando è distrutto e devastato psicologicamente a causa della morte di Nina; quest'ultima vicenda lo farà avvicinare anche a Pino e Gianni, con i quali diverrà poi ottimo amico. Carmine, seppur tentato di vendicarsi, decide infine di perdonare il colpevole, Totò, lasciando che la giustizia faccia il suo corso. In seguito, ormai divenuto più forte, indipendente e maturo, Carmine si impegna a essere un buon padre per Futura, sua ragione di vita, e inoltre conosce Rosa Ricci che inizialmente vuole ucciderlo essendo intenzionata a vendicare suo fratello Ciro, ma lei salva Futura da Viola e da lì Rosa e Carmine capiscono di amarsi, anche perché Carmine la spinge a rifiutare i valori criminali con cui lei è stata cresciuta. Lui e Massimo si allontanano a causa degli uomini di Donna Wanda che violentano sua moglie Consuelo, ma poi tornano più uniti di prima. Nonostante Rosa accetti la proposta di matrimonio di Carmine, il giorno delle loro nozze lei cambia idea, lasciando definitivamente Carmine, che, essendo entrato nel programma di protezione testimoni, lascia l'IPM e si trasferisce in una località segreta da solo per avere finalmente ciò per cui ha sempre combattuto: una nuova vita insieme a Futura, la persona più importante della sua vita.

- Filippo Ferrari (stagioni 1-3), interpretato da Nicolas Maupas.
Diciassettenne proveniente dalla Milano bene e con un promettente futuro da pianista, vede la sua vita stravolta in maniera del tutto imprevista. Durante una vacanza a Napoli, un assurdo gioco avvenuto sotto l'effetto di alcol e stupefacenti causa la morte di un suo amico Greg, conducendolo all'arresto per omicidio colposo e alla reclusione in IPM: il padre di Greg, essendo un uomo influente, ha fatto in modo che Filippo fosse condannato. All'interno del carcere viene chiamato ‘o Chiattillo (termine napoletano traducibile con "figlio di papà" o "bravo ragazzo"), Filippo è inizialmente il facile bersaglio della crudeltà degli altri detenuti, proprio a causa della sua totale estraneità a quel mondo così lontano da lui e in cui fatica a integrarsi; la sua esperienza in carcere lo porta a commettere più volte errori e scelte sbagliate, evolvendosi tuttavia in un ragazzo altruista e coraggioso. Si affezione a Beppe, educatore dell'IPM, quest'ultimo incoraggia Filippo a sfruttare il suo talento come musicista per tenere una classe di musica all'interno del penitenziario. Stringe un forte legame di amicizia con il compagno di cella Carmine, che fin da subito gli fa da mentore, spiegandogli le regole non scritte che vigono nel carcere; il loro rapporto diverrà via via così forte che, pur di proteggere l'amico, Filippo finirà per commettere un secondo omicidio, pugnalando a morte Ciro con un cacciavite. Dopo tale esperienza impara a districarsi meglio nell'ambiente del carcere, diventando in qualche modo una figura rispettata, oltre a cementare una buona amicizia anche con Gianni e Pino. Si innamora di Naditza, incontrata al suo arrivo a Napoli e dalla quale è colpito a prima vista, con la quale intraprende una travagliata relazione ostacolata dalla differenza dei loro stili di vita ma che gli permette di scoprire l'amore vero che supera ogni barriera. Quando i genitori di Naditza cercano di condizionarla affinché lei sposi un altro uomo, Filippo evade dal carcere con l'aiuto di Pino e Carmine, impedisce le nozze di Naditza e fugge con lei dandosi alla latitanza. Filippo vive una libertà malsana che pur di proteggere è sempre più tentato di vivere di espedienti criminali, ciò spinge Naditza ad abbandonarlo, mettendo Filippo nella posizione di tornare all'IPM di Napoli. Dopo l'arrivo di Sofia come nuova direttrice, Filippo viene trasferito all'istituto penale minorile "Beccaria" a Milano dove sconterà il resto della pena, lasciando Napoli e salutando con affetto e commozione Carmine, Pino, Gianni, Massimo e tutti i secondini.

- Naditza Prigoanã (stagioni 1-3), interpretata da Valentina Romani.
È una ragazza rom e ha un carattere solare, sfacciato e irriverente, oltre a una tendenza naturale a cacciarsi nei guai, ma è buona e altruista. Alla vita al campo preferisce di gran lunga la detenzione in IPM, poiché essa rappresenta una via di fuga dai suoi genitori, colpevoli di volerla dare in sposa in cambio di una cospicua somma di denaro, applicando in maniera cinica e interessata la tradizione dei matrimoni combinati: conseguentemente si è fatta arrestare di proposito più volte per furto, truffa e oltraggio a pubblico ufficiale. Naditza quindi è un'habituée del penitenziario, all’interno del quale intrattiene buoni rapporti di amicizia con diverse altre detenute. È dotata di un innato orecchio musicale che le consente di riprodurre al pianoforte una qualunque melodia, anche la più complessa, dopo averla ascoltata una sola volta, pur non avendo mai studiato o preso lezioni di musica. Questo suo talento straordinario è oggetto di un'iniziale invidia da parte di Filippo, che Naditza ritrova in IPM dopo averlo incontrato per la prima volta e derubato alla stazione Toledo della metropolitana partenopea; al contempo il giovane ne rimane però affascinato, insegnandole a leggere gli spartiti musicali in modo da renderla una pianista più capace e finendo poi per provare un sincero amore nei confronti della ragazza, ricambiato nonostante molte peripezie. Scontata la sua pena Naditza si trasferisce a Milano, affidata alla famiglia di Filippo in modo da migliorare come musicista, ma le intromissioni della famiglia di lei distruggono il suo rapporto con Filippo, tanto che accetta di sposare l'uomo che i genitori le impongono. Filippo evade dal carcere e sabota il matrimonio al punto che entrambi scappano insieme godendosi la loro libertà, finché Naditza capisce che Filippo per sopravvivere al suo fianco è cambiato e, non volendo che si comprometta il futuro, lo abbandona per proteggerlo, impedendogli di diventare un criminale.

- Ciro Ricci (stagione 1, guest stagioni 2-5) interpretato da Giacomo Giorgio.
Figlio mediano del boss camorrista Salvatore Ricci, recluso all'IPM desidera affermarsi come boss al pari del padre una volta uscito da carcere. Fratello maggiore di Rosa, alla quale era molto affezionato, e minore di Pietro, quando la madre Maria viene allontanata dalla famiglia per volere di Don Salvatore (la quale desiderava proteggere i figli dall'influenza dal padre), proprio lui ha educato Ciro ai principi del mondo criminale, accogliendoli come veri e propri dogmi e portandoli avanti con fierezza e dedizione. Sebbene sia un adolescente, è già una figura conosciuta e molto temuta nell'ambiente della criminalità napoletana: finisce all'IPM dopo aver ucciso il migliore amico Francesco per ordine del padre, poiché colpevole di aver violato gli accordi sullo spaccio di droga. A causa di questo tragico episodio, Ciro matura la convinzione che nel suo mondo non esista spazio per l'amicizia e la completa fiducia negli altri. Per questo, si comporta di conseguenza mantenendo con chiunque si ritrovi davanti un atteggiamento molto arrogante e intimidatorio. Ambizioso, vendicativo e dispotico, all'interno del penitenziario è rispettato e temuto da tutti e si è creato una ristretta cerchia di fedelissimi (Edoardo Conte, Gaetano Sannino, Totò Ascione e Milos De Barre), pronti ad accontentarlo e a obbedirgli. Non tollera di essere contraddetto e non esita a ricorrere anche a metodi estremamente brutali e aggressivi pur di far valere la sua autorità. La sua cieca aderenza e fedeltà al codice camorrista lo porta a voler uccidere sia Filippo che Carmine. Con l'aiuto dei suoi tirapiedi, organizza una rivolta in modo da ricattare le guardie e riuscire a uccidere i due ragazzi indisturbato. Tuttavia, quando li affronta, Ciro ha la peggio: viene colpito mortalmente con un cacciavite da Filippo per salvare Carmine dalla sua collera. La sua morte darà una notevole e decisiva svolta a tantissimi eventi e scatenerà la guerra tra la sua famiglia e il clan dei Di Salvo.

- Edoardo Conte (stagioni 1-4), interpretato da Matteo Paolillo.
Nato e cresciuto nel malfamato quartiere di Forcella, è un membro di spicco del clan Ricci e grande amico di Ciro, il quale per lui è come un fratello oltre che suo compagno di cella: essendo considerato da tutti il “numero due” per autorità dopo quest'ultimo all'interno del penitenziario, Edoardo prende il suo posto come capobanda dopo la sua morte. Diversamente da Ciro, è meno selvaggio e più riflessivo, oltre al fatto che non ha mai provato una vera ostilità contro Carmine e Filippo, anzi a volte sembra anche rispettarli. Affascinante, ribelle, arrogante e sfrontato, ha una passione per la poesia, arte per cui ha un grande potenziale; tuttavia non è in grado di impegnarsi davvero in niente poiché sedotto dal mondo criminale al quale ha giurato devozione dopo aver promesso alla madre un tenore di vita migliore da bambino. È fidanzato con la giovane Carmela, dalla quale ha avuto il figlio Ciro ma, dopo aver incontrato Teresa, inizia a tradirla con quest'ultima: in più occasioni, infatti, fa capire di essere fortemente combattuto a causa dell'amore che prova verso entrambe ma, solo dopo aver scoperto la verità su Edoardo, Teresa lo lascia nonostante provi ancora dei sentimenti per lui. Emergendo spesso la sua natura impietosa, egocentrica e violenta, Edoardo dà prova di vivere solo per le proprie irraggiungibili ambizioni, motivo per cui Teresa si mostra spaventata mentre Carmela cerca di costruire un giusto clima insieme a lui per il bene del figlio. Don Salvatore Ricci gli tende un agguato tradendolo, i suoi sicari sparano a Edoardo il quale si salva grazie a Massimo e poi per merito di Teresa grazie a una trasfusione di sangue quando viene ricoverato in ospedale. Scopre di aspettare un altro figlio, stavolta da Teresa. Dopo la morte di Don Salvatore da lui causata, Edoardo mira a prendere il controllo del clan dei Ricci. I genitori di Teresa si adoperano per permettergli di "uscire dalla logica del sistema" solo per farlo desistere senza ferire direttamente Teresa, e infatti il suo istinto che lo spinge a non accettare nessuna sottomissione prende il sopravvento, lascia con un biglietto Teresa e si rimette con Carmela. Il ragazzo, successivamente, si reca a recuperare i soldi dei Ricci al Cimitero di Poggioreale, dove viene colpito violentemente alla testa con una pala dal suo amico Milos che lo uccide.

- Gianni Russo (stagioni 1-5), interpretato da Domenico Cuomo.
Noto anche come Cardiotrap, pseudonimo da lui stesso scelto per la carriera di cantante che sogna di poter intraprendere, è finito in carcere dopo una rapina ai danni di un'anziana donna, la quale morì in seguito a un malore dopo aver sorpreso lui e i suoi complici nella propria casa; tuttavia non è affatto affascinato dal mondo della criminalità, in cui è finito suo malgrado nel tentativo di cercare una vita più serena per lui e la madre. Ragazzo affidabile, sognatore e determinato, all’interno del carcere stringe una forte amicizia con Filippo, al quale lo unisce il comune amore per la musica, Filippo lo aiuta a familiarizzare con il pianoforte, impara così a suonarlo e inizia ad affermarsi come cantante anche fuori dal carcere. Diventa con il passare del tempo anche grande amico di Carmine e Pino e innamorandosi di Gemma con la quale inizia una romantica relazione, osteggiata dal fatto che lei è ancora dipendente dal legame malsano che la unisce a Fabio, il suo violento ex fidanzato. Gianni vuole impedirle di fare la stessa fine della madre, anch'ella vittima di violenza fisica e psicologica dal marito, e vuole farle capire che tutto quello che Fabio fa contro di lei non ha nulla a che vedere con l'amore vero, estraneo a ogni forma di brutalità e prevaricazione. Proprio Fabio muore accidentalmente durante uno scontro con Gianni; quest'ultimo deve quindi affrontare un'accusa per omicidio colposo e a malincuore è costretto a chiudere la sua storia con Gemma, in modo che lei possa lasciare l'IPM e avere una nuova vita. Giulia, un'altra detenuta che aspira come lui a diventare una cantante, gli ruba un pezzo che aveva scritto con Filippo, "Origami all'alba", spacciandolo per suo, umiliandolo, successivamente Giulia tenta di convincerlo a dividere il successo con lei ma Gianni rifiuta l'offerta capendo che lei, per via del suo carattere folle e irresponsabile, è totalmente inaffidabile. Fa amicizia con un'altra detenuta di nome Alina, di origini ucraine, instaurando con lei un rapporto d'amicizia e di tenera intesa. Gianni sconta la sua pena e, una volta libero, decide di iscriversi a un conservatorio di musica.

- Giuseppe "Pino" Pagano (stagione 1-in corso), interpretato da Artem Tkachuk, accreditato nella serie con lo pseudonimo Ar Tem o Artem.
Abbandonato dal padre a soli quattro anni e cresciuto con la madre, Pino è un attaccabrighe dal temperamento reattivo, irascibile e manesco, completamente incapace di dominare le proprie emozioni e che spesso ricorre alla violenza per futili motivi. Vive da solo con sua madre Nanà, con cui ha un rapporto conflittuale, pur volendole molto bene. Già responsabile di diversi furti prima del suo arresto, entra in IPM dopo aver ucciso a colpi di pistola il compagno della madre, colpevole di aver fatto gareggiare il suo cane Tyson, a cui Pino è visceralmente legato, in un combattimento clandestino. All'interno del carcere minorile fa parte inizialmente della banda di Ciro (come ultimo arrivato), trattando male di conseguenza Carmine e Filippo, ma il suo carattere indomabile, oltre a valergli il soprannome di Pino O' Pazzo da parte degli altri detenuti, rappresenta spesso più un problema che una risorsa per il giovane boss. Ciro, dopo che Pino gli manca di rispetto ribellandosi a lui, fa uccidere Tyson, tanto che Pino per disperazione tenta il suicidio impiccandosi ma viene salvato in tempo da Filippo. Dopo un breve periodo di convalescenza in libertà, tornerà nel carcere minorile dopo aver fallito la messa in prova, trovando poi in Filippo, Carmine e Gianni degli amici sinceri per i quali decide di cambiare vita, seppur non riuscendo mai del tutto a mettere da parte la sua indole violenta. Nel frattempo conoscerà anche Kubra, della quale si innamora teneramente, ricambiato. Nella terza stagione i due si mettono insieme ma, dopo l'arrivo di Diego, Pino inizia a essere geloso di quest'ultimo e, solo dopo aver parlato con lei, le promette che si impegnerà a gestire la sua gelosia e i suoi impulsi. Pino trova un lavoro come educatore in centro cinofilo, e compra una casa tutta sua. A conferma della sua maturità e della propria crescita, quando Kubra lo lascia, capendo di non amarlo pur volendogli bene, si separa da lei accettando la sua scelta continuando a provare affetto nei confronti della ragazza. Successivamente si innamora di Alina.

- Silvia Scacco (stagioni 1-5), interpretata da Clotilde Esposito.
È un'adolescente civettuola e piacente; per sua stessa ammissione l'unica cosa che le interessa sono i ragazzi e ha fatto della seduzione la sua arma principale, seguendo i consigli della madre. Figlia illegittima di un ricco uomo sposato con un'altra donna, che morì quando lei era bambina, Silvia è cresciuta con il mito dei soldi e della vita facile, che spera un giorno di raggiungere facendosi mantenere. Finisce in carcere da innocente, accusata di trasporto di cocaina poiché incastrata da un uomo con cui aveva iniziato una relazione. Ha una personalità affabile e gentile e intrattiene ottimi rapporti di amicizia con la maggior parte delle detenute, per le quali si dimostra sempre di grande supporto quando queste ne hanno bisogno. È la spesina del reparto femminile, che come Gianni si occupa di ordinare dall'esterno quanto serve per poi distribuirlo alle ragazze. Quando incontra Mirko/Alfredo, lo stesso responsabile del suo incarceramento, ha l'occasione di potersi vendicare ottenendo prima un permesso e poi la scarcerazione immediata, iniziando con lui una passionale relazione. Ancora una volta per colpa di Alfredo viene arrestata e riportata all'IPM per possesso di denaro in contanti che Alfredo le aveva affidato. Successivamente viene incolpata del delitto di Alfredo (ucciso da Raffaele) visto il suo legame con la vittima. Il suo unico alibi è un ragazzo con cui ha passato la notte. Quando all'IPM entra Angelo, Silvia lo riconosce come il ragazzo con cui è stata insieme la sera dell'omicidio di Alfredo, nonostante Angelo neghi l'accaduto. In realtà Angelo non vuole confermare l'alibi di Silvia per proteggere la sorella Irene, responsabile dell'incidente per cui si è costituito. Quando Silvia lo scopre riesce a instaurare un'intesa con Angelo. Silvia diventa più matura capendo di aver permesso troppe volte alla propria superficialità di farle prendere delle scelte sbagliate. Alla fine il vero responsabile dell'omicidio di Alfredo, ossia Raffaele confessa, così Silvia viene scagionata. Decide di trovarsi un lavoro onesto, lei e Angelo prendono strade diverse e infine lascia l'IPM.

- Vesna e Lierka (stagioni 1-2) interpretate da Marika Lenzi e Naomi Piscopo.
Due zingare stanziali come Naditza, ma molto diverse da lei, perché fedeli alla loro cultura. Provano per Naditza una forte avversione, sanno essere provocative e aggressive. Nella seconda stagione fanno soltanto delle comparse.

- Kubra Hailo (stagioni 2-4), interpretata da Kyshan Wilson.
Ragazza residente a Roma, vive con la madre Latifah, una prostituta di origini africane e con la quale è in rapporti molto tesi e scontrosi. Ha dei precedenti penali per cui è stata reclusa all'IPM di Roma e viene nuovamente arrestata dopo aver accoltellato la madre in un impeto di rabbia, perché le aveva chiesto di prostituirsi. Ha un carattere duro, aggressivo e chiuso e sembra provare una chiara avversione per il genere maschile, probabilmente a causa del mestiere che sua madre pratica, e che lei ha sempre disapprovato e detestato, ma Beppe e Pino riusciranno a conquistare la sua fiducia e il suo affetto. Dopo un inizio di diffidenza e di mal sopportazione, impara a conoscere Beppe e a volergli bene riconoscendo che è un uomo buono e si lega sempre di più a Pino, con il quale nascerà prima una sincera simpatia fino a maturare in un reciproco sentimento di amore. Sua madre Latifah cerca di riavvicinarsi a lei, ma Kubra vuole escluderla dalla sua vita, per poi ripensarci grazie al supporto di Pino. Il tentativo di riappacificazione di Kubra non va a buon fine a causa della fuga e dell'assassinio di Latifah, e la ragazza cade nello sconforto, che si accentua ancora di più quando scopre, complice l'aiuto di Pino, che Beppe è in realtà suo padre, sentendosi doppiamente delusa e tradita e sostenendo che lui le abbia sempre mentito. Decide di ritornare a studiare insieme a Diego continuando inoltre i rapporti con Pino e con Beppe. Dopo aver ricevuto il diploma decide di dire la verità su Beppe, anche lui d'accordo, a tutto l'IPM. Per continuare gli studi viene trasferita in un carcere minorile di Torino salutando con affetto Pino, Silvia e tutto l'IPM di Napoli. Lei e il padre si riconciliano, in attesa che lui la riconosca legalmente e ottenga la custodia della figlia quando lei sconterà tutta la sua pena.

- Antonio "Totò" Ascione (stagioni 1-2, guest stagioni 3-4), interpretato da Antonio Orefice.
Adolescente chiacchierone e gregario, sta sempre dalla parte del più forte ed è un componente della banda di Ciro. È nato da una famiglia criminale, ma è stato adottato da una famiglia benestante, dalla quale però non si è mai sentito totalmente accettato, sia per senso di inadeguatezza che per il rapporto difficile con Mario, figlio biologico dei suoi genitori adottivi: proprio dopo un brutto litigio con quest’ultimo, infatti, Totò finisce all'IPM per aver innescato una fuga di gas nella propria casa provocandone l’esplosione. Nonostante il suo carattere apparentemente giocoso, Totò sa essere violento, rabbioso e aggressivo. Nel contesto del carcere si lega in maniera viscerale a Edoardo e Ciro tanto che, per vendicare la morte di quest'ultimo, uccide Nina per errore investendola con una macchina rubata, dopo aver mancato i suoi bersagli originali, ovvero Filippo e Carmine. Totò rimane sconvolto quando Edoardo gli spiega che non lo vuole al suo fianco nella propria scalata al potere, infatti nonostante l'affetto che nutre per lui Edoardo è consapevole che Totò non ha l'indole del camorrista. Cerca di nascondere la verità sulla morte di Nina, ma il senso di colpa non gli lascia scampo, rinnega anche i propri genitori adottivi che desideravano riaverlo in famiglia: loro finiscono per ritrattare il falso alibi che all'inizio lo aveva allontanato dall'indagine sulla morte di Nina, permettendo a Massimo di provare la sua colpevolezza. Con l'accusa di omicidio, Totò viene trasferito a Poggioreale.

- Gaetano Sannino (stagioni 1-3, guest stagione 4), interpretato da Nicolò Galasso.
Membro della banda di Ciro, è il braccio destro e amico fedele, pronto a obbedire a qualsiasi suo ordine e richiesta senza mai esitare; perennemente al fianco del giovane boss, fu proprio quest'ultimo a soprannominarlo ‘O Pirucchio ("il pidocchio") e a portarlo sulla strada del crimine. Gaetano vede infatti in lui un modello a cui aspirare, talvolta sfiorando l'ossessione, poiché considera la violenza e la prevaricazione come l'unico modo per ottenere rispetto dagli altri. È un ragazzo violento, feroce e pronto anche a uccidere senza rimorsi, ma viene da una famiglia onesta e priva di alcun legame con il mondo della criminalità; furono infatti i suoi stessi genitori a denunciarlo alla polizia per aver gambizzato un ragazzo. Dopo la morte di Ciro, appare chiaro che senza l'amico Gaetano non riesce più a identificarsi come un membro del gruppo, guadagnandosi il disprezzo di Edoardo il quale ha preso il posto di Ciro come nuovo capo-banda, che infatti Gaetano non rispetta dato che lo reputa un indegno sostituto di Ciro. Quando il suo amico Totò viene portato a Poggioreale per aver ucciso Nina dopo averlo quasi incastrato, Gaetano perde interesse per il mondo criminale che tanto lo affascinava avendone capito la grande ipocrisia e decide di cambiare vita, affezionandosi a Carmine, poiché gli è riconoscente per averlo risparmiato anche quando credeva erroneamente che l'assassino di Nina fosse lui. Una volta presa la strada giusta, proverà a rifarsi una vita onesta come pizzaiolo e riavvicinandosi alla sua famiglia, ma gli verrà ordinato da Edoardo di uccidere Mimmo, pena la morte dei suoi genitori in caso di rifiuto. Combattuto su cosa fare, alla fine decide di affrontare Mimmo fingendo di volerlo uccidere armato di pistola: Mimmo per difendersi lo uccide sparandogli, scoprendo troppo tardi che la pistola di Gaetano era in realtà volutamente scarica. Così facendo, Gaetano ha evitato di macchiarsi di omicidio per non provocare ulteriori dispiaceri e ha scelto di sacrificarsi per salvare i suoi genitori e lo stesso Mimmo.

- Viola Torri (stagioni 1-3), interpretata da Serena De Ferrari.
Proveniente da Torino, è detenuta all'IPM per omicidio volontario aggravato dalla crudeltà: uccise brutalmente e senza nessuna motivazione logica la sua migliore amica Lara. Arrogante, doppiogiochista, vendicativa e sadica, è l'unica all'IPM che riesce a sottomettere e manipolare Ciro, il quale si è infatuato di lei ma non capisce che la ragazza lo usa soltanto per un proprio tornaconto. Viola ha un evidente disturbo antisociale e per puro divertimento tenta di rovinare la vita alle persone che le stanno vicino, essendo molto abile nella manipolazione psicologica: i suoi bersagli preferiti sono Serena, Gemma e Rosa. Le prime due si lasciano manipolare da lei, che inculca a entrambe le sue teorie malsane sull'amicizia e sull'amore, spingendole a ricadere nelle proprie dipendenze (ma mentre Serena soccombe come conseguenza di ciò, Gemma, dopo tantissimo tempo, capisce di essere stata plagiata). Le uniche persone che non si fanno ingannare da lei sono Naditza e Kubra, anzi quest'ultima riesce addirittura a incuterle paura. Si scopre infine che la sua condizione psichica era molto instabile fin dall'infanzia, quando per svago uccideva degli animali da cortile con un fucile e interagiva con un'amica immaginaria, ma è peggiorata nel corso degli anni a causa degli abusi fisici e psicologici a cui è sempre stata sottoposta da entrambi i genitori. Più volte litiga ferocemente con Rosa Ricci, dato che Viola insulta ripetutamente il defunto fratello della ragazza facendo pesanti allusioni su di lui e, al culmine dell'ennesimo scontro con Rosa, si giunge a un punto di non ritorno: Viola rapisce in preda alla follia la piccola Futura e sale sul tetto dell'IPM minacciando di gettare la bambina, tuttavia Rosa riesce a impedirglielo. Fallito questo tentativo, decide allora di suicidarsi buttandosi dal tetto dell'IPM sotto gli occhi sconvolti di tutti i presenti, non prima di essersi chiesta come sarebbe stata la sua vita se avesse avuto una madre attenta e premurosa come Paola.

- Serena Rizzo (stagione 1), interpretata da India Santella.
Adolescente introversa e con problemi di tossicodipendenza, dopo l'abbandono della madre rimase sola con suo padre che tentò in tutti i modi di aiutarla, seppur invano. La ragazza ha infatti un temperamento estremamente debole e facilmente manovrabile: a causa di questo si dimostra influenzabile e manipolabile ed è uno dei bersagli preferiti delle macchinazioni di Viola, dalla quale viene indotta all'autolesionismo e fatta ricadere nel tunnel della dipendenza, nonostante i tentativi dell'amica Naditza di tenerla lontana dalla sua crudeltà. Ama l'arte e il disegno. È stata arrestata in seguito a una rapina a mano armata, di cui si addossò l'intera responsabilità, seppur fosse in realtà complice del fidanzato; fu lo stesso padre Aldo a denunciarla, speranzoso di poterla tenere lontana dalla droga tramite la reclusione. Dopo il suo rilascio dall'IPM, nonostante la prospettiva di poter ricominciare una nuova vita assieme al padre e con un nuovo lavoro, Serena è consapevole di non essere abbastanza forte per gestire la sua ritrovata libertà e ha infatti una ricaduta, morendo a causa di un'overdose da eroina.

- Gemma Doria (stagioni 1-3), interpretata da Serena Codato.
Proveniente da Udine, è figlia di un defunto generale dell'aeronautica e vive con la sorella maggiore e la madre. Ha da parecchio tempo una relazione con Fabio De Gregorio, un ragazzo più grande di lei di alcuni anni che la sottopone a continue violenze sia fisiche che psicologiche, oltre a essere una presenza assillante e ad esercitare un controllo su ogni aspetto della sua vita. Nonostante la sofferenza che questo rapporto malato le provoca e i continui tentativi della sua famiglia di convincerla a chiudere questa relazione, la ragazza non lo vuole lasciare, avendo sviluppato verso di lui quale una vera e propria dipendenza affettiva. Quando Fabio sfregia la sorella Ambra con dell'acido, scambiandola per lei, Gemma si arma della pistola appartenuta al padre e lo raggiunge sparandogli due colpi al busto e venendo per questo reclusa all'IPM di Napoli. Sentendosi in colpa ed esortata da Viola, chiama Fabio pentita di avergli sparato e Gianni, sentendo la conversazione, tenta di farle capire che quello non è vero amore, tuttavia Gemma non riesce ancora a convincersi. Successivamente si innamora di Gianni, ricambiata, iniziando una storia d'amore ma per colpa di Viola, non riesce a superare del tutto la dipendenza affettiva nei confronti di Fabio. Quando esce in permesso, infatti, lo incontra e lei, lasciandosi manipolare, lo perdona e fa sesso con lui, ma quando egli scopre della relazione tra lei e Gianni, la picchia. Gemma capisce che Fabio non è cambiato e che le ha solo mentito, ma non se la sente di denunciarlo poiché ne è molto spaventata. Gianni quindi lo incontra in segreto e vi litiga ferocemente, finendo poi con l'ucciderlo involontariamente mentre cercava di difendersi. Alla ragazza viene poi concessa la messa in prova per tornare a Udine, ma lei non intende andarsene perché vuole rimanere a Napoli per stare vicino a Gianni, ma quando quest'ultimo lo scopre, le mente affermando di non amarla più. Solo allora capisce che deve ricominciare a vivere imparando a essere indipendente e così accetta la decisione di Gianni di lasciarla, tornando a Udine con la sorella e ricominciando a essere felice dopo essere rimasta incastrata per troppo tempo in una relazione altamente tossica e distruttiva.

- Milos De Barre (stagioni 1-5), interpretato da Antonio D'Aquino.
È un ragazzo sinti, membro della banda di Ciro, che si limita più che altro ad eseguire gli ordini che gli vengono impartiti senza obiettare. Segretamente omosessuale, è legato da un rapporto speciale a una giovane donna transgender di nome Luna, che considera come una sorella maggiore: fu proprio per quest'ultima che Milos finì all'IPM, scegliendo di addossarsi la colpa di un omicidio da lei commesso ai danni di un ex amante che le dava il tormento. In carcere conosce Luigi, dal quale si sente fortemente attratto, anche perché è l'unica persona in IPM che condivide la sua preoccupazione per l'omofobia dilagante nel loro ambiente. All'inizio la sua devozione per Edoardo porterà Luigi a troncare la loro relazione, ma poi, nel tentativo di riconquistarlo, arriva a uccidere Edoardo mentre quest'ultimo tentava di appropriarsi dei soldi della famiglia Ricci che Milos recupera volendoli usare per vivere lontano da Napoli con lui. Luigi tuttavia lo tradisce rivelando a Rosa, la quale poi informa Carmela, che Edoardo è morto per mano di Milos. A quel punto Carmela decide di ucciderlo dando l'ordine di compiere il delitto a Luigi. Questi incapace di ucciderlo tenta invano di proteggerlo, ma Carmela riesce a stanare Milos, che si era rifugiato in una chiesa su consiglio di Luna, sparandogli e vendicando così Edoardo.

- Rosa Ricci (guest stagione 2, stagione 3-in corso), interpretata da Maria Esposito.
Sorella minore di Pietro e Ciro, ai quali era tanto legata, e figlia più piccola di Don Salvatore Ricci e Maria Caputo. Dopo la morte della madre ha messo sul piedistallo Don Salvatore dato che lui si è preso cura della figlia, Rosa è profondamente protettiva nei confronti della sua famiglia, che per lei rappresenta la cosa più importante: infatti non esita mai a difendere la memoria del fratello scomparso, ricorrendo spesso anche alla violenza. Entra nell'IPM facendosi arrestare di proposito dopo aver gambizzato Salvo, cugino di Edoardo, con il quale è in buoni rapporti, oltre ad essere la migliore amica di Carmela, con la quale condivide l'avversione per Wanda Di Salvo. L'obiettivo di Rosa è infatti quello di uccidere Carmine, ritenuto colpevole della morte di Ciro e corresponsabile della morte di Pietro. All'interno del carcere le sue convinzioni tuttavia cominceranno a vacillare proprio a causa di Carmine che fin dall'inizio cerca di avere con lei un approccio amichevole e la fa in seguito innamorare di lui, spiegando inoltre le tragiche circostanze in cui è morto il fratello. Carmine riesce inoltre ad intuire la vera personalità sensibile e coraggiosa di lei, che però prontamente cerca sempre di nascondere con un comportamento altezzoso e distaccato. Inoltre farà però presto breccia nel cuore di Rosa grazie alla sua comprensione e onestà e per lui la ragazza inizierà, non senza difficoltà, a provare per un sincero sentimento, ostacolato però dalla logica del “sistema” a cui appartiene e dal quale non è certa di potersi distaccare. Stringe una profonda amicizia con Silvia, Gemma e Kubra e, inoltre, si affeziona alla direttrice Sofia, imparando a vederla e a volerle bene come ad una sorella maggiore. Quando Carmine lascia l'IPM per entrare nel programma protezione testimoni, chiede a  Rosa di sposarlo, lei inizialmente vorrebbe rinunciare al mondo malavitoso, ma infine lo lascia proseguire per la sua strada. Benché avesse la possibilità di seguirlo lei rimane a Napoli, sconvolta e distrutta dopo che Donna Wanda le rivela (su consiglio di Simone) che è stato Edoardo a ucciderle il padre. Non ha la possibilità di uccidere Edoardo dato che egli è morto per mano di Milos, e dunque senza più punti di riferimento decide di ricostruire il clan dei Ricci insieme a Carmela. Tutto cambia quando scopre che Maria è ancora viva e che Don Salvatore l'aveva allontanata dalla famiglia internandola contro la sua volontà in una clinica. Si affeziona a Tommaso, un altro detenuto, scoprendo che gli avevano ucciso il fratellino Eugenio, e purtroppo Ciro era direttamente coinvolto nella morte del bambino. In seguito a questi eventi, Rosa smette finalmente di idealizzare Ciro e Don Salvatore e ritrova il proprio senso di stabilità, tanto da riconciliarsi con Maria.

- Domenico "Mimmo" Varriale (guest stagione 2, stagioni 3-5), interpretato da Alessandro Orrei.
Cresciuto in una famiglia onesta ma estremamente povera, Mimmo è entrato volontariamente nel mondo della camorra, illuso dall'idea di poter ottenere una migliore condizione di vita. È diventato inizialmente un affiliato del clan dei Ricci, convincendo Don Salvatore a farsi assumere. Si lascia arrestare di proposito per detenzione di cocaina, venendo rinchiuso all'IPM, in modo da attuare il piano per far evadere Edoardo. In realtà Mimmo si è venduto a Wanda Di Salvo, quindi aiuta Edoardo, ma solo per dare agli uomini di Donna Wanda l'occasione di ucciderlo, benché il piano fallisca a causa dell'intromissione di Carmine e Filippo. Rosa capisce che Mimmo è un infame e lo comunica ad Edoardo, che ordina la sua morte. Mimmo poi uccide per legittima difesa Gaetano, che a sua volta dichiarava di doverlo uccidere per obbedire a Edoardo, che altrimenti avrebbe fatto ammazzare i suoi genitori. Attanagliato dai sensi di colpa, a poco a poco Mimmo capisce di aver sbagliato a entrare nella camorra e cerca di rimediare all'errore commesso anche grazie all'incoraggiamento di Carmine, con il quale poi diviene buon amico, e la vicinanza rassicurante di Massimo. Trova infine il coraggio di confessare ai genitori di Gaetano l'accaduto chiedendo loro perdono, per poi ottenerlo. Sempre grazie al sostegno di Massimo, il ragazzo tenta riconciliarsi con la madre, ma lei prova solo indifferenza per lui, accusandolo addirittura di aver provocato la morte del marito. Assiste impotente allo stupro di Consuelo, la moglie di Massimo, a opera di due scagnozzi di Wanda e, dopo molte riflessioni, decide di aiutare Massimo denunciando Donna Wanda, ma quest'ultima lo mette in una brutta posizione minacciando di far del male ai suoi fratellini. Mimmo tuttavia la denuncia e sua madre, orgogliosa di lui per aver fatto la cosa giusta, si riconcilia con Mimmo, infine il ragazzo lascia l'IPM quando Massimo fa entrare lui e la famiglia nel programma di protezione testimoni, potendo così abbandonare Napoli.

- Salvatore "Sasà" Baldi (stagione 2), interpretato da Filippo Soave.
Quindicenne proveniente dal lussuoso quartiere di Posillipo, è un appassionato di informatica e tecnologia che frequenta una prestigiosa scuola privata e vive con la madre Luisa, iperprotettiva e assillante. Arrestato per violenza carnale su denuncia di Erika, sua compagna di scuola, tra le mura dell’IPM nega costantemente la propria colpevolezza, non venendo creduto da quasi nessuno dei detenuti e diventando fin da subito il facile bersaglio delle angherie di Edoardo e della sua banda, dalle quali non è minimamente in grado di difendersi avendo un carattere piuttosto debole, nonostante l'amicizia con Filippo, Carmine, Gianni e Pino (l'unico della banda a non credere alla sua innocenza). In fase di processo viene convinto da Lino a confessare, scegliendo di andare contro i desideri della madre. Dopo la seconda stagione esce dal carcere.

- Luigi Cucciolo Di Meo (stagione 3-in corso), interpretato da Francesco Panarella.
Figlio di una madre tossicodipendente e di un padre assente, è il maggiore dei fratelli Di Meo. Ragazzo di bassa estrazione sociale, mantiene sé stesso e il fratello vivendo di furti e commercio abusivo; pur perdendo costantemente la pazienza dinnanzi al comportamento di Raffaele, che spesso fatica a gestire, lo ama profondamente e non lo abbandonerebbe mai. Segretamente omosessuale, la sua vita fu segnata dalla morte del fidanzato Matteo, picchiato a morte dal proprio padre omofobo che non tollerava minimamente la sua natura. Anche per questo motivo Luigi non ha il coraggio di rivelarsi per ciò che è, vivendo con rassegnazione l'omofobia del fratello minore. Fa il suo ingresso all'IPM dopo essersi fatto arrestare di proposito insieme a Diego e Raffaele: i tre utilizzano la morte di Salvo come pretesto per devastare il reparto d'ospedale in cui il ragazzo era stato portato, vandalizzando le attrezzature mediche ed aggredendo il personale sanitario. Nell'IPM conosce Milos, e i due si scoprono attratti l'uno dall'altro e iniziano una relazione. Desidera conquistarsi un ruolo di rilievo nel mondo della camorra perché, pur sapendo che questa strada gli porterà solo dispiaceri, la considera l'unica percorribile. Benché all'inizio fosse devoto a Edoardo, decide poi di ribellarsi a lui tanto che, pur di sfidarlo, fa coming out davanti agli altri detenuti dell'IPM. Milos, per amore di Luigi, uccide Edoardo, ma essendo assetato di potere Luigi lo tradisce facendo in modo che Rosa e Carmela lo vengano a sapere, Luigi si pente del proprio comportamento quando Carmela uccide Milos.

- Raffaele Micciarella Di Meo (stagione 3-in corso), interpretato da Giuseppe Pirozzi.
È il minore dei fratelli Di Meo. Ragazzino attaccabrighe e dal temperamento indomabile, tende spesso a cercare lo scontro per futili motivi, venendo quindi rimproverato dal fratello maggiore Luigi. Pur essendo contrario a ogni forma di razzismo e credendo nell'uguaglianza, Raffaele è inizialmente paradossalmente e ostinatamente omofobo. Inoltre flirta costantemente con le altre detenute, in particolar modo Silvia e Giulia, che però lo prendono in giro. Quando scopre dell'omosessualità di Luigi ne rimane sconvolto, tanto da cercare rifugio nell'amicizia di Edoardo; proprio per conquistare la stima di quest'ultimo, arriva a uccidere, seppur involontariamente, l'avvocato Alfredo D'Angelo. Lui e Luigi si riconciliano: ciò a cui puntano dopo la morte di Don Salvatore, è prendere il controllo del clan dei Ricci. Dato che Raffaele ama il calcio Massimo prova a inserirlo in una squadra juniores per allontanarlo dal crimine, ma Raffaele rifiuta l'offerta, ormai logorato dal senso di colpa per aver ucciso Alfredo confessa la sua colpevolezza assumendosi le proprie responsabilità, almeno per evitare che Silvia venga incriminata dato che rischiava lei stessa di essere accusata dell'omicidio.

- Diego Dobermann (stagione 3-in corso), interpretato da Salahudin Tijani Imrana.
Giovane di origini nigeriane, è un clandestino giunto in Italia per mare, circostanza in cui perse la madre, che annegò per salvarlo. Solo, senza famiglia e bisognoso di sbarcare il lunario, conobbe casualmente i fratelli Di Meo per i vicoli di Napoli, diventando rapidamente loro amico e complice nelle attività di furto e commercio abusivo. Prima di conoscerli ha vissuto in una casa-famiglia e successivamente ha lavorato come bracciante per un agricoltore che praticava il caporalato. È un bravo ritrattista. In carcere conoscerà Kubra diventando un suo buon amico e cercherà di starle vicino, provocando la gelosia di Pino. Benché desiderasse conquistare il cuore di Kubra, ciò si rivela impossibile dal momento che lei, pur essendo affezionata a Diego, non lo ama.

- Giulia Bertolacci (stagioni 3-4), interpretata da Clara Soccini.
Adolescente della periferia milanese, è nota anche con lo pseudonimo Crazy J. con il quale si è fatta conoscere come trapper, riuscendo ad ottenere un discreto seguito grazie ai social network. Capo di una banda di teppisti chiamati "I Corvi", disprezza i suoi genitori (persone molto religiose) poiché li ritiene insignificanti e falliti, nonostante la loro onestà. È una ragazza arrogante, molto provocativa e sembra non avere alcuna tolleranza e forma di rispetto verso l'autorità e le regole, inoltre gode nel vedere il caos e l'anarchia. Vive solo per soddisfare le proprie ambizioni artistiche e, proprio come Viola, pratica l'autolesionismo. La sua superbia, unita a una probabile psicosi, non le permette di comprendere quanto i suoi comportamenti dissennati siano dannosi. Viene arrestata per omicidio stradale, avvenuto sotto l'effetto di alcol e stupefacenti mentre scappava da alcuni componenti di una banda rivale. Arrivata in IPM, Giulia inizia a esercitarsi nella musica con Valentina. Non esita anche a giocare sporco, come quando, desiderosa di avere successo nella musica, con la complicità di Valentina ruba il brano di Gianni e Filippo (Origami all'alba) facendolo passare come suo, per poi mostrare goduria e divertimento nel vedere il suo rivale infuriato per l'azione meschina da lei commessa. Valentina vende il suo contratto al produttore Tony Sarnaro, ma, dal momento che Giulia non accetta le pretese che lui le impone, appicca un incendio al suo studio di registrazione, riuscendo in questo modo a bruciare il contratto e a svincolarsi da lui a livello legale ma, avendo raggiunto la maggiore età e alla luce del crimine commesso, viene trasferita a San Vittore.

- Alina Donetzka (guest stagione 3, stagione 4-in corso), interpretata da Yeva Sai.
Lei e il fratellino Damyan sono orfani della guerra in Ucraina: quest'ultimo è stato adottato da una famiglia italiana e Alina, costretta a separarsi da lui, è giunta a Napoli per ritrovarlo. Finisce all'IPM per aver ucciso un uomo che stava per aggredirla: all'inizio si astiene dal parlare con le persone e, quando si sente provocata od offesa, arriva ad essere manesca e aggressiva, ma Gianni, con pazienza e comprensione, si guadagna la sua simpatia e la sua fiducia. È una ragazza ostinata, testarda e intraprendente, ma anche molto coraggiosa. Gianni inizia a provare per lei dei sentimenti, ma Alina pur volendogli bene lo vede solo come un amico, finendo per innamorarsi di Pino.

- Angelo (guest stagione 4, stagione 5-in corso), interpretato da Luca Varone.
Ragazzo con la passione per l'ingegneria aerospaziale, vive con la sorella Irene. Conosce Silvia trascorrendo una notte d'amore con lei, ma quella stessa sera Raffaele uccide Alfredo e la colpa ricade su Silvia. Benché Angelo possa scagionarla dandole un alibi, si rifiuta di farlo perché, quella stessa sera, uno spacciatore con cui Irene si era messa nei guai aveva investito una donna e, per evitare problemi alla sorella, Angelo si è preso la colpa, dichiarando il falso alla polizia e affermando di averla investita lui. Così facendo, viene arrestato e condotto all'IPM dove rivede Silvia, i due sono visibilmente attratti l'uno dell'altra ma Angelo si rifiuta di scagionarla per evitare di mettere nei guai Irene. Angelo e Silvia si separano quando quest'ultima esce dal carcere dopo che viene scagionata dato che Raffaele confessa la sua colpevolezza.

- Simone Caramitti (stagione 5-in corso), interpretato da Alfonso Capuozzo.
Figlio illegittimo di Don Salvatore Ricci, e dunque fratellastro di Rosa, Ciro e Pietro. Cresciuto a Coroglio, dopo la morte di sua madre provò a conoscere suo padre, ma Don Salvatore lo allontanò, non volendo avere nulla a che fare con lui. Simone inizia così a provare disprezzo per il genitore, contemporaneamente Donna Wanda, vedendo in lui del potenziale, lo fa entrare nel suo clan. Egli viene poi arrestato per aver attentato alla sua vita: in realtà fa parte di un piano escogitato da lui e Donna Wanda, dato che all'IPM si unisce al gruppo di Rosa tentando di distruggerlo dall'interno. Donna Wanda arriva a considerarlo simbolicamente un figlio, e quando gli uomini di Carmela uccidono Donna Wanda, quest'ultima in punto di morte designa Simone come nuovo boss del clan Di Salvo.

- Tommaso Aponte (stagione 5-in corso), interpretato da Manuele Velo.
Membro di una ricca famiglia di Napoli, il fratellino Eugenio venne ucciso da dei criminali che spararono al luna park. Da allora Tommaso prova un forte disprezzo per la delinquenza. Custodisce gelosamente la collanina di suo fratello: questa è anche il motivo del suo arresto e della sua incarcerazione all'IPM, avendo investito e ucciso il ragazzo che gliel'aveva rubata. Prova disprezzo per Rosa per via della sua appartenenza ad una famiglia di camorrista, mentre Rosa provando pena per lui, vuole aiutarlo. Così fanno un accordo: mentre Tommaso scoprirà la verità sulla madre di Rosa, che infatti è viva nonostante per tanto tempo credevano che fosse deceduta, Rosa con l'aiuto di Carmela scoprirà chi è il responsabile della sparatoria durante la quale è morto il fratello. Si scopre che Ciro, il fratello maggiore di Rosa, era coinvolto in quell'azione di intimidazione camorrista. Tommaso si infuria con Rosa quando lei gli rivela la verità, ma accantona la rabbia nei suoi confronti quando la trova al luna park dove è morto il fratello mentre sta porgendo dei fiori sulla sua targa commemorativa. Viene raggiunto da un proiettile destinato a Rosa proteggendola e salvandole la vita.

- Samuele Zago (stagione 5-in corso), interpretato da Francesco Alessandro Luciani.
Viene trasferito insieme al suo amico Federico nel carcere minorile di Napoli dall'IPM di Milano. Lui e Federico vennero arrestati per aver ucciso l'autista di un autobus picchiandolo selvaggiamente. È un ragazzo molto scaltro: lui e Federico, tramite lo spaccio di droga nel penitenziario, cercano di guadagnarsi una posizione tra i detenuti. È una persona estremamente insolente e provocativa, oltre che aggressivo e spietato.

- Federico Notari (stagione 5-in corso), interpretato da Francesco Di Tullio.
È il compare di Samuele. Sono stati arrestati quando l'autista di un autobus tentò di proteggere una ragazza che loro due stavano molestando, col risultato che Federico e Samuele lo uccisero. I due, quando erano detenuti all'IPM di Milano, hanno creato molti problemi: questa è la ragione per cui sono stati trasferiti all'IPM di Napoli. Cercano di conquistare il controllo del carcere minorile di Napoli. La loro presenza non è ben vista dagli altri detenuti, anche perché non esitano a essere violenti, pur di farsi rispettare.

- Marta (stagione 5-in corso), interpretata da Rebecca Mogavero.
Viene trasferita all'IPM insieme alla sua amica Sonia, verso la quale Marta è molto possessiva. Ragazza combattiva e autoritaria, le piace fare boxe tanto che riesce a far istituire un corso all'IPM. È una ragazza avida e manipolatrice, non esita a usare la propria seduttività per ottenere ciò che vuole, infatti adescava uomini fingendo di sedurli solo per poterli ricattare estorcendo loro dei soldi, questo è stato il motivo del suo arresto e di quello di Sonia che aveva tentato vanamente di aiutarla.

- Sonia (stagione 5-in corso), interpretata da Elisa Tonelli. 
Amica di Marta, le due vengono trasferite all'IPM. Sonia in passato, prima di conoscere Marta, era una ragazza molto insicura, frequentava cattive compagnie e finì col diventare dipendente dalla droga. Marta ha aiutato Sonia a ripulirsi, ma lei stessa finisce col portarla verso la strada della delinquenza, le due estorcevano denaro a uomini che Marta fingeva di voler sedurre, proprio per questo sono state arrestate oltre al fatto che Sonia aveva aggredito un poliziotto sotto copertura. In carcere stringe amicizia con Diego.

## Altri personaggi
- Teresa Polidori (stagioni 1-5), interpretata da Ludovica Coscione.
Bella, empatica ed ingenua studentessa liceale proveniente dal Vomero, fa il suo ingresso all'IPM per coordinare un progetto artistico proposto ai giovani detenuti. Conosce Edoardo e se ne innamora, ricambiata, ma è del tutto ignara che il giovane abbia già una compagna e che, soprattutto, stia per diventare padre. Informata da Liz su come stiano realmente le cose e sentendosi tradita e ingannata, si allontana da lui e decide di non volerlo più vedere, specialmente dopo che il lato violento e possessivo del ragazzo, che lei ancora non conosceva, le si presenterà davanti e ciò avviene quando Edoardo, dopo la loro rottura, picchia brutalmente un amico della ragazza davanti ai suoi occhi, spaventandola terribilmente. Tuttavia è ancora innamorata di lui, tanto che nella terza stagione lo salva con una trasfusione di sangue quando viene quasi ucciso dai Ricci. L'amore di Teresa non fa altro che alimentare l'arroganza e l'ambizione di Edoardo: tra l'altro i sentimenti che nutre per lui spingono Teresa a diventare sempre più caparbia e irragionevole, al punto che decide di tornare con Edoardo, anche a costo di allontanarlo dalla moglie Carmela e dal loro bambino. Infatti, pur avendo avuto modo di vedere in più occasioni l'indole bugiarda, egoista e spietata di Edoardo, lei ingenuamente lo vede solo come un ragazzo bisognoso di amore e comprensione, illudendosi di cambiarlo. Rimane incinta e scopre di aspettare una bambina da Edoardo, dovendo crescerla senza di lui dato che viene ucciso da Milos. Teresa salva Carmela prendendosi una pallottola al suo posto quando uno degli uomini di Wanda cerca di ucciderla, rischia di morire e di perdere la bambina, ma riesce a salvarsi e a portare a termine la gravidanza. Nasce così Isabella e finalmente riesce a dimenticare Edoardo capendo che lui, nel suo egoismo, non era capace di amarla. Teresa decide di crescere la figlia con l'aiuto dei propri genitori.

- Carmela Valestro (stagione 1-in corso), interpretata da Giovanna Sannino.
Orfana di madre, è la giovane moglie di Edoardo e madre di suo figlio Ciro, chiamato così in onore dell'amico ucciso. Ragazza orgogliosa e molto passionale, forte e allo stesso tempo fragile, è stata accolta dalla famiglia Ricci dopo aver abbandonato la propria casa a seguito del tentativo del padre di abusare di lei, dal quale venne salvata grazie all'intervento di Ciro e dello stesso Edoardo. Proprio il fatto che Edoardo l'abbia protetta dal padre ha spinto Carmela a provare per lui un attaccamento e un amore morboso e possessivo di conseguenza, tenendo anche presente che non ha i mezzi per essere indipendente, la sua vita ruota solo attorno al marito e non concepisce l'idea di vivere senza averlo al suo fianco al punto che gli ha persino perdonato le sue infedeltà con Teresa. Di fatto, pur essendo coinvolta nell'ambiente della camorra, non è uno stile di vita che ama totalmente. È la migliore amica di Rosa, che considera al pari di una sorella minore, infatti non esita ad aiutarla e a confortarla. La forte amicizia tra le due ragazze rischia però di sgretolarsi quando Carmela scopre con delusione e grande sconvolgimento che a commissionare il tentato omicidio del marito è stato proprio il padre di Rosa, Salvatore Ricci, al quale mostrerà il suo disprezzo prendendo le difese di Edoardo. Prova un forte rancore per Teresa, specialmente quando scopre che lei aspetta un figlio da Edoardo e che egli, pur volendo bene alla moglie, non è capace di amarla come lei vorrebbe. Carmela, col cuore spezzato, sembra essersi rassegnata al fatto che Edoardo ami Teresa più di lei. Quando Edoardo viene ucciso da Milos, la moglie arriva a idealizzarlo ulteriormente, Carmela decide di guidare lei stessa il clan dei Ricci insieme a Rosa. Tuttavia diventando sempre più spietata e bramosa di potere, arriverà ad agire sempre più di propria iniziativa disobbedendo agli ordini di Rosa, ordinando la morte di Donna Wanda e uccidendo Milos vendicando il marito.

- Donna Wanda Di Salvo (stagioni 1-5), interpretata da Pia Lanciotti.
Madre di Ezio e Carmine, è una donna fortemente ostinata, decisa, spietata e ambiziosa, molto rispettata e temuta nel mondo della camorra. Anche in assenza del marito Gabriele e del figlio maggiore Ezio, entrambi in carcere, è perfettamente capace di guidare al meglio da sola il clan camorrista dei Di Salvo, ottenendo di conseguenza sempre più autorità e potere e, con la scomparsa di Ciro Ricci, riesce a mettere sotto scacco la famiglia del suo acerrimo rivale Don Salvatore Ricci, arrivando sul punto di vincere questa guerra, soprattutto dopo l'uccisione di Pietro Ricci. Nonostante il suo carattere arrogante, ama molto i figli, soprattutto Carmine. Da una parte avrebbe voluto che lui si convertisse al mondo camorrista, ma dall'altra è affascinata dalla sua innocente bontà. Dopo l'allontanamento di Paola Vinci, Futura, la nipotina, è sotto la sua custodia legale. Ordina e organizza l'aggressione ai danni di Consuelo, la moglie di Massimo per dare a quest'ultimo una lezione, ma quando scopre che i suoi uomini si sono spinti troppo oltre violentandola, disgustata e sconvolta, li fa uccidere. Viene denunciata da Mimmo e in seguito arrestata, dopo quanto accaduto Carmine decide di abbandonarla portando con sé Futura, nonostante lei avesse ribadito più volte di non avere ordinato ciò. Benché sia in carcere, continua a dirigere seppur da lontano il proprio gruppo camorrista, e intraprende una guerra contro Carmela e Rosa che intanto guidano il clan dei Ricci. Mentre è in un centro benessere con Simone in permesso, i suoi uomini vengono uccisi dagli scagnozzi di Carmela e lei viene ferita. Infine, dopo aver affidato a Simone il proprio clan e aver rifiutato la possibilità di salvarsi, si suicida bevendo una bottiglia di spumante e gettandosi nella piscina, morendo dissanguata.

- Don Salvatore Ricci (stagioni 1-4, guest stagione 5), interpretato da Raiz.
È il boss della cosca dei Ricci, nonché padre di Pietro, Ciro e Rosa, avuti dalla moglie Maria Caputo. Ha avuto un altro figlio, Simone, dall'amante Lucia Caramitti, che però non ha mai riconosciuto. Quello tra lui e Maria era un matrimonio infelice e disfunzionale, dato che lei odiava il fatto che egli fosse un criminale, tanto che, pur di allontanarla dai figli, la fece internare in una clinica psichiatrica e fece credere ai figli che ella fosse morta. Determinato, opportunista e vendicativo, pur amando la sua famiglia, non esita ad essere molto severo e duro nei confronti dei suoi figli, da lui educati secondo i codici e le leggi della camorra alle quali lui stesso crede fermamente. Riesce ad inculcare tali rigide regole specialmente a Ciro, che considera quasi sacra l'approvazione paterna. Dopo la sua morte, avvenuta proprio a causa dei suoi stessi insegnamenti, entra in guerra contro i Di Salvo, ma ciò causa la morte anche di Pietro, e lo stesso boss è vittima di un attentato, per poi salvarsi dopo un lungo periodo in ospedale. Dato che la faida contro di Di Salvo sta solo portando problemi e i Ricci rischiano di uscirne sconfitti, Don Salvatore decide di stabilire una tregua con Donna Wanda. Lei è pronta ad accettare, a patto che lui faccia uccidere il suo protetto Edoardo, che miracolosamente sopravvive. Una volta scoperta la relazione tra Rosa e Carmine, pone una scelta tremenda alla figlia: uccidere Carmine o lui. Rosa finisce col sparare inavvertitamente proprio al padre, mentre lui e Carmine tentano di disarmarla, e Don Salvatore viene ricoverato un'altra volta in ospedale con un braccio ingessato, ma proprio lì, totalmente indifeso, viene ucciso da Edoardo che lo soffoca con un cuscino nel sonno, vendicandosi dell'attentato alla sua vita e mettendo al sicuro Carmela e Ciro.

- Alfredo D'Angelo (stagioni 1-4, guest stagione 5), interpretato da Giuseppe Tantillo.
Avvocato penalista prestigioso e influente, ma molto opportunista e disonesto, collabora spesso con i componenti del clan Ricci; oltre alla professione legale si occupa per loro anche di altre attività criminali quali riciclaggio e occultamento di denaro. Sotto il falso nome di Mirko Martinelli si rese colpevole dell'arresto di Silvia, che incastrò affidandole a sua insaputa un carico di cocaina dopo aver intrattenuto una breve relazione con lei. Tuttavia quando incontra casualmente Silvia all'IPM, la loro relazione riprende e Alfredo riesce con un cavillo legale a scarcerarla. Alfredo praticamente diventa il suo fidanzato cominciando una storia altamente passionale con la ragazza, lei è affascinata dai suoi soldi e dalla sua ricchezza pur amandolo sinceramente. Silvia scopre che Alfredo ha una moglie più grande di lui, Gisella. Quando Don Salvatore muore, Edoardo cerca di appropriarsi dei suoi soldi. Solo Alfredo sa dove sono nascosti, quindi per evitare che Edoardo lo prenda di mira tenta di fuggire in Brasile con Silvia (ormai realmente innamorato di lei), ma prima di poterlo fare Raffaele spara involontariamente ad Alfredo, uccidendolo.

- Maria Caputo (guest stagione 4, stagione 5-in corso), interpretata da Antonia Truppo. 
È la moglie di Don Salvatore nonché la premurosa madre di Pietro, Ciro e Rosa. I figli hanno sempre creduto che fosse morta, ma in realtà l'astuto e opportunista marito l'aveva fatta internare in una clinica di igiene mentale sotto falso nome per tenerla lontana dalla famiglia, dato che desiderava allontanare i figli dall'influenza malsana e criminale del marito. Solo Ciro, molti anni dopo, aveva scoperto che lei è ancora viva, aiutandola a fuggire dalla clinica dandole una falsa identità, quella di Assunta Esposito, per proteggerla e per donarle una vita nuova e serena. Le piace molto dipingere. Nonostante abbia esitato, riesce poi a riconciliarsi con Rosa. Finisce con legarsi sentimentalmente a Massimo.

- Irene (guest stagione 4, stagione 5-in corso), interpretata da Andrea Lucrezia Perreca.
 È la sorella maggiore di Angelo e corresponsabile dell'incidente per cui lui si è costituito. È una tossica, anche se Angelo è suo fratello minore è praticamente lui a prendersi cura di Irene. Il suo spacciatore aveva investito una donna e lei era la testimone oculare. Per evitare ritorsioni, Angelo ha aiutato la sorella prendendosi lui la colpa dell'incidente venendo arrestato. Si guadagna da vivere lavorando come cameriera in un bar e tenta una carriera come giocatrice di pallavolo.

- Anita Ferrari (stagioni 1-2), interpretata da Chiara Primavesi.
È la sorella maggiore di Filippo. All'inizio è evidente che i due non sono molto uniti, specialmente perché è Filippo il figlio che la madre Anna più preferisce. Tuttavia quando Filippo viene arrestato in famiglia è proprio Anita quella che più tra tutti lo sostiene. È una ragazza gentile e disponibile, lo conferma il fatto che non ha esitato ad aiutare Carmine, Nina e Naditza quando ne avevano bisogno. Lei e Nina diventano buone amiche, tanto che quando Nina e Carmine si sposano, Anita le ha fatto da damigella d'onore insieme a Paola.

- Anna (stagioni 1-3), interpretata da Giorgia Senesi. È la madre di Filippo e Anita. In passato è stata una musicista ma non è mai riuscita a fare carriera. Dopo l'arresto del figlio prova molto rancore verso quest'ultimo, tanto da comportarsi inizialmente in modo più accusatorio che di supporto nei suoi confronti. Col tempo però i due si riconciliano e lei ammette che l'IPM ha reso Filippo un ragazzo più maturo.

- Vittorio Ferrari (stagione 1), interpretato da Edoardo Ribatto. È il padre di Filippo e Anita. Nei confronti di Filippo si mostra molto più comprensivo rispetto alla moglie Anna, cercando di aiutarlo e sostenerlo il più possibile.

- Antonio Valletta (stagione 1), interpretato da Vincenzo Pirozzi. Potente camorrista e trafficante di droga. È il vero primo nemico del clan Di Salvo. Padre di Nazario Valletta, il ragazzo ucciso da Carmine, cosa che è costata a quest'ultimo l'arresto e la reclusione all'IPM. In passato Antonio e il comandante del carcere minorile Massimo Esposito erano grandi amici, ma fu proprio quest'ultimo a denunciarlo e a mandarlo in carcere dato che Antonio uccise un uomo per strada proprio davanti a lui, e a causa di ciò ha dovuto cambiare quartiere.

- Nazario Valletta (stagione 1), interpretato da Antonio Cuomo. Figlio di Antonio Valletta. Sarà il motivo per cui Carmine finirà in carcere, infatti viene pugnalato ripetutamente alla gola proprio da quest'ultimo, nel tentativo di difendere la sua fidanzata Nina da un tentativo di stupro da parte sua e dei suoi amici.

- Nina Palumbo (stagioni 1-2), interpretata da Greta Esposito. È la prima fidanzata di Carmine e la madre di Futura: dolce, premurosa e gentile, è il punto fermo di Carmine, che la considera la sua ragione di vita e farebbe qualunque cosa per lei. Sogna un futuro migliore insieme al suo ragazzo e alla loro bambina; i due si sposano, ma lei muore il giorno stesso del matrimonio, investita con l'auto da Totò, il quale aveva intenzione di uccidere Carmine. La sua morte fa cadere Carmine per un certo periodo in un profondo stato di depressione e disperazione, in quanto non sa come fare a crescere la loro figlioletta da solo e subisce anche delle pressioni da parte dei Di Salvo che vorrebbero prendere Futura in affidamento. Carmine alla fine si riprende e ritorna a vivere, per amore della piccola Futura anche in nome dell'amore che nutriva per Nina. La ragazza verrà sempre ricordata con molto amore e rispetto da Carmine, essendo stata lei oltre l'unica persona a credere in lui, la prima ragazza che lui abbia amato profondamente e soprattutto poiché è la madre della sua preziosissima figlia.

- Sara Palumbo (stagioni 1-2), interpretata da Roberta Misticone. È la madre di Nina: ha un lavoro precario e conduce una vita molto modesta. Dopo la morte di Nina, prende in affido la piccola Futura, ma poi rinuncia perché è un impegno troppo gravoso.

- Ezio Di Salvo (stagione 1), interpretato da Emanuele Vicorito. È il fratello maggiore di Carmine, che diversamente da lui porta avanti con orgoglio la tradizione camorrista di famiglia, da quando il padre Gabriele è in carcere. Violento, cinico, arrogante e vendicativo, è molto temuto dagli uomini del clan Valletta. Non mostra nessuna pietà a chi fa male a un membro della sua famiglia. Come Pietro Ricci, non perde mai occasione per umiliare Carmine, che ritiene un vigliacco e non essere degno di essere un Di Salvo. Ezio viene arrestato, lui e il padre Gabriele sono detenuti a Poggioreale del quale hanno praticamente il controllo.

- Pietro Ricci (stagioni 1-2), interpretato da Domenico De Meo. È il fratello maggiore di Ciro e Rosa, secondo solo al padre al comando del clan dei Ricci. Non manca mai occasione per umiliare Ciro, che ritiene un incapace. Durante la guerra tra i Ricci e i Di Salvo commette l'errore di fidarsi di Mimmo, il quale tradisce Pietro rivelando a Wanda Di Salvo il luogo del suo nascondiglio: a quel punto Pietro, colto alla sprovvista, viene ucciso da uno scagnozzo di Donna Wanda il quale gli spara in testa.

- Francesco Russo (stagioni 1-2), interpretato da Pasquale Marotta. Amico di Ciro e Gaetano, lavora per il clan dei Ricci. Benché Ciro lo ami con un fratello si vede costretto a ucciderlo su ordine del padre dato che Francesco e la sua famiglia avevano tentato di comprare e vendere droga fuori dai limiti concordati da Don Salvatore. Ciro armato di pistola spara a Francesco uccidendolo, finendo in carcere.

- Paolo Russo (stagioni 1-2), interpretato da Carlo Giutto. È il padre di Gianni, violento con il figlio e con la moglie. Gianni spinto dall'odio che prova per lui, ha sempre lottato per allontanarsi dal padre e dalla violenza con cui Paolo lo ha cresciuto. Seppur in modo non ben specificato, ha evidenti contatti con l'ambiente della camorra.

- Tal e Donka (stagioni 1-2), interpretati da Ivan Franek e Julija Majarčuk. Sono i genitori di Naditza, i quali più volte tentano di farla sposare contro la sua volontà, per ottenere ingenti somme di denaro dopo le nozze. Pur essendo entrambi ostinati nel perseguire questo intento, non ci riescono.

- Nanà Pagano (stagione 1-4), interpretata da Titti Nuzzolese. È la madre di Pino, che lo ha cresciuto da sola e gli vuole davvero molto bene, nonostante i loro litigi a causa del carattere irascibile di Pino che la porta spesso all'esasperazione. Si affeziona fin da subito a Kubra, trattandola come una seconda figlia.

- Fabio De Gregorio (stagioni 1-2) Interpretato da Stefano Rossi Giordani (st. 1) e Alessio Del Mastro (st. 2). È il fidanzato violento di Gemma. Inizialmente sfregia Ambra, la sorella di quest'ultima, con dell'acido. Poi Gemma si arma di pistola, e raggiungendo casa sua gli spara due colpi al busto, finendo in carcere. Dopo molte peripezie Gianni, stanco di lui che picchia continuamente Gemma, va nel Hotel Miramare e lo sfida. Il litigio degenera dopo che Gianni spinge accidentalmente Fabio giù dalla terrazza del hotel, uccidendolo. La sua morte farà cadere Gianni nel rimorso tanto che, benché avesse la possibilità di passarla liscia, sceglie di confessare la sua colpevolezza.

- Liliana Tonin (stagione 1), interpretata da Linda Gennari. È la madre di Gemma e Ambra. È vedova e, come Ambra, è disperata per le continue violenze che Gemma subisce dal fidanzato Fabio.

- Ambra Doria (stagioni 1-3), interpretata da Carolina Salvador. È la sorella maggiore di Gemma, che cerca continuamente di convincerla che la sua relazione con Fabio sia malsana. Si ritrova suo malgrado, vittima dell'attacco con l'acido al posto della sorella e si adira quando scopre che Gemma continua a sentirsi legata a Fabio nonostante il male da lui commesso, tuttavia le due sorelle si riconciliano quando Fabio muore.

- Rosa Conte (stagione 1-in corso), interpretata da Margherita Di Rauso.
È la madre di Edoardo Conte e suocera di Carmela, alla quale è molto legata. Ama profondamente il figlio, ma non esita a rimproverarlo quando trascura la moglie e il figlioletto. Ha lavorato come donna delle pulizie, nonostante i suoi tentativi di far rigare dritto Edoardo non è riuscita a tenerlo lontano dal mondo camorrista. Si presume che lei e il marito abbiano divorziato, non ha di lui un bel ricordo, ne parla sempre malissimo, ha ammesso più volte che Edoardo nei suoi difetti glielo ricorda. Soffrirà molto per la morte di Edoardo.

- Salvatore "Salvo" (stagioni 1-3), interpretato da Gaetano Migliaccio. Cugino di Edoardo, a cui è tanto legato, e grande amico di Carmela, è un teppista che vive principalmente di spaccio e furti. Protettore di Luigi, Diego e Raffaele, viene inaspettatamente ucciso da un uomo in reazione al furto di un orologio. La sua morte sarà un duro colpo per Edoardo e Carmela.

- Consuelo Gomes (stagione 1-in corso), interpretata da Desiree Popper. È la bella moglie di Massimo e la madre di Pietro, originaria del Brasile e giunta in Italia in cerca di opportunità lavorative come modella o attrice. È una donna molto ambiziosa, ma insoddisfatta ed ha una bassissima considerazione del marito e del suo lavoro che mal sopporta, motivo per cui il loro matrimonio è tutt'altro che felice. Nella seconda stagione lascia momentaneamente Napoli, portando con sé Pietro togliendolo a Massimo e volendo ottenere l'affidamento esclusivo, lasciando il marito nello sconforto poiché non vuole perdere il figlio. Nella terza stagione, pentita, cerca di ricucire il rapporto con Massimo e salvare il loro matrimonio, ma comprende che è troppo tardi, anche a causa di come si sia comportata con lui, il quale ormai si è innamorato di Paola. Tutto cambia quando Donna Wanda decide di punire Massimo per l'attaccamento che ha con Carmine, ordinando a due scagnozzi di farle prendere spavento organizzando un rapimento, ma la cosa sfugge di mano quando loro la violentano, tanto che Wanda li fa uccidere per il loro eccesso. Questo traumatico e doloroso evento per un po' allontana Consuelo da Massimo e crea una forte tensione tra lei, il marito ed il figlio nonostante Massimo cerchi in tutti i modi di aiutarla e confortarla. Mimmo, che era lì presente quando Consuelo è stata stuprata, testimonia contro Donna Wanda facendola arrestare, dopo ciò Consuelo ritrova la propria serenità.

- Pietro Esposito (stagione 1-in corso), interpretato da Luigi Falanga. È il figlio di Consuelo e di Massimo. I suoi genitori lo amano sopra ogni cosa e cercano sempre di essere presenti nella sua vita mettendo da parte le loro divergenze. Massimo gli trasmette i valori morali in cui egli crede e ciò rende molto forte il rapporto tra i due. È abbastanza chiaro che ammiri e rispetti molto la forza con cui il padre affronta il suo lavoro. Il ragazzo affronta un momento molto difficile e doloroso quando la madre viene violentata dagli scagnozzi di Wanda Di Salvo, tanto che all'inizio spinto dallo sconforto prova un notevole rancore nei confronti del padre, ritenendo che non abbia protetto Consuelo. La rabbia lo porta ad armarsi di pistola e ad essere tentato di uccidere Mimmo che era stato suo malgrado loro complice, tuttavia spinto dal buon senso, desiste evitando di commettere un crimine. Successivamente Pietro trova la forza di perdonare Mimmo.

- Lorenzo Cantini (stagioni 1-2), interpretato da Fausto Maria Sciarappa. È l'ex marito di Paola, di professione avvocato. I due si sono lasciati dopo l'incidente stradale dove Paola perse il bambino che aspettavano. È un uomo amichevole e premuroso, ancora innamorato della ex moglie nonostante il tempo trascorso dalla loro separazione. Aiuta Paola a prendersi cura di Futura nel periodo in cui la piccola va a vivere con lei, sembra che Lorenzo e Paola siano sul punto di tornare insieme, ma lui decide di uscire per sempre dalla vita della sua ex moglie capendo che Paola, pur tenendo a lui, non è più capace di amarlo.

- Futura Di Salvo (guest stagione 1, stagioni 2-4), interpretata da Aurora Cristiano (st. 3) e Benedetta Ciccone (st. 4). Figlia di Carmine e Nina, la considerano la loro ragione di vita e la speranza di un'esistenza pulita e serena. Dopo la morte di Nina, Carmine non sa come crescerla da solo in totale assenza di sua moglie. Inizialmente viene presa in affidamento da Sara, la mamma di Nina, ma poi rinuncia non avendo i mezzi necessari per accudirla. Poi Donna Wanda cerca di ottenere l'affidamento in principio con lo scopo di renderla una criminale avvalendosi al fatto che la bambina ha il sangue dei Di Salvo nelle vene, ma poi Paola, suo marito Lorenzo Cantini e i servizi sociali riescono a sottrarla per proteggerla e viene portata a casa della direttrice dell'IPM che amorevolmente se ne prende cura. Dopo il trasferimento di Totò Ascione (il colpevole dell'assassinio di Nina) al carcere di Poggioreale, Carmine comincia a riavvicinarsi all'amata figlia e gli viene concesso di passare più tempo con lei. Carmine si impegna per essere un buon padre e una figura di riferimento per Futura, volendo a tutti i costi tenerla lontana dall'ambiente camorrista della madre. Viene quasi uccisa da Viola Torri, che ha tentato di gettarla dal tetto dell'IPM, ma poi viene salvata da Rosa Ricci in tempo. Alla fine della quarta stagione, dopo molte peripezie, va a vivere sotto il programma di protezione in una località segreta insieme al suo preziosissimo padre Carmine, che finalmente può vivere libero e felice con la sua bambina come aveva sempre voluto.

- Alfonso Sannino (stagioni 2-3), interpretato da Domenico Galasso. È il padre di Gaetano, è un uomo onesto e cordiale, un cittadino senza nessun legame con la criminalità. Ha sempre disapprovato l'amicizia malsana tra Gaetano e Ciro, sapendo che quest'ultimo lo stava condizionando trasformandolo in un delinquente. Nella terza stagione, dopo la morte di Gaetano, fonda con la moglie un’associazione che porta il nome del figlio, per aiutare i ragazzi a trovare la loro strada una volta usciti dal carcere. Mimmo gli rivela le sfortunate dinamiche che hanno portato alla morte del figlio, che proprio lo stesso Mimmo ha ucciso, commosso e colpito dalla confessione di Mimmo, sinceramente pentito per il crimine commesso seppur fatto per legittima difesa, perdona il ragazzo.

- Ivana (stagioni 2-3), interpretata da Ivana Maione. È la madre di Gaetano, come il marito disapprovava l'amicizia tra il figlio e Ciro. La famiglia sembra ritrova la serenità dopo la scarcerazione di Gaetano, ma in seguito devono affrontare il dolore per la morte del figlio ucciso da Mimmo. Dopo questa tragedia assieme al marito istituisce un'associazione per aiutare i ragazzi a rischio.

- Luisa Baldi (stagione 2), interpretata da Enrica Pintore. È la ricca madre di Sasà, lei e il marito hanno divorziato. Donna classista e piena di pregiudizi, è iperprotettiva con il figlio ed esercita su di lui un controllo soffocante e invadente, impedendogli di avere una normale vita affettiva e sociale, oltre a togliergli fiducia in sé stesso. Ha avuto una breve relazione con Lino.

- Latifah Hailo (stagioni 2-3), interpretata da Liliana Mele. È la madre di Kubra. Circa diciassette anni prima degli eventi della serie ebbe un'importante relazione con Beppe che si concluse per colpa di un inganno del fratello di quest'ultimo, prima che lei avesse il tempo di rivelargli di essere rimasta incinta. Si guadagna da vivere prostituendosi e tenta di forzare Kubra a concedersi a uno dei suoi clienti, ma la ragazza reagisce accoltellando la madre, finendo nel carcere minorile di Napoli. Benché Latifah fosse pentita del proprio comportamento, Kubra si rifiuta di riconciliarsi con lei e, spinta dal dolore, ricomincia a prostituirsi venendo violentata e uccisa da un suo cliente.

- Erika (stagione 2), interpretata da Greta De Simone. È una compagna di scuola di Sasà, figlia del custode dell'istituto privato che entrambi frequentano e pertanto di estrazione sociale inferiore al ragazzo. I due iniziano a frequentarsi, ma Sasà commette una violenza sessuale su di lei, venendo per questo denunciato e recluso all'IPM.

- Enrico Polidori (stagioni 2, 4-5) interpretato da Peppe Miale. È il padre di Teresa, è un imprenditore di successo, crede molto nell'onestà tanto che durante la sua carriera ha sempre lottato contro l'influenza della camorra. Offre un lavoro a Edoardo nella sua azienda dopo che egli mette incinta Teresa, ma il ragazzo vista la sua mancanza di disciplina rinuncia all'opportunità. Benché Enrico e la moglie non volessero che la figlia portasse avanti la gravidanza, accettano la sua decisione di tenere il bambina, e quando nascerà lui e la moglie Isabella aiuteranno Teresa a crescerla.

- Alessandro Romano (stagione 2), interpretato da Marco Mario de Notaris. È il fratello minore di Beppe che, a differenza sua, ha scelto di dirigere con successo l'azienda di famiglia. È l’opposto del fratello: disprezza fortemente coloro che fanno parte di estrazioni sociali inferiori, i più sfortunati o chi viene considerato “diverso” dalla società, motivo per cui non comprende le ragioni di Beppe nel volersi spendere per aiutarli, tanto da essere stato in passato manipolatore e meschino per cercare di allontanarlo dai suoi propositi e da quel mondo che non riteneva alla sua altezza.

- Luna (stagioni 2-3, 5) interpretata da Marika Gambardella (Vanalya Lure). Commessa in un negozio di abbigliamento, è una ragazza transgender, che conobbe Milos nella boutique dove lavora, intento a rubare una maglietta e, sebbene lei lo avesse colto sul fatto, decide di sorvolare. Col tempo, Luna e Milos intraprendono una relazione di amicizia e fratellanza, ma quando Enzo (un ex di Luna da lei lasciato in quanto sposato) si presenta a casa di Luna e dà fuoco a uno scooter, Milos lo affronta ma Enzo inizia a picchiarlo; Luna, per difendere Milos, uccide Enzo colpendolo alla testa con un ferro da stiro. Per evitare l'arresto di Luna, maggiorenne, Milos si assume la colpa della morte di Enzo. Più avanti lascerà Napoli per lavoro, lasciando Milos affranto, e sarà questa occasione a farlo avvicinare a Luigi. Quando dopo tanto tempo fa visita a Milos all'IPM, il ragazzo riinizia a pensare a lei e quando esce in permesso va subito a trovarla. Offre rifugio a Milos quando scopre che Carmela vuole ucciderlo, ma verrà ammazzata da Rino, uno degli uomini di Carmela che spara a Luna dopo averla picchiata.

- Tony Sarnaro (stagioni 3-4), interpretato da Massimo Odierna. Nuovo produttore di Giulia, ha impugnato il suo contratto, lei però a causa di varie divergenze creative con Tony, appicca un fuoco nel suo studio di registrazione facendo bruciare anche il contratto che la vincolava a lui, questo gesto le costa caro dato che Giulia viene trasferita al penitenziario di San Vittore.

- Loredana Di Meo (stagione 4-in corso), interpretata da Tea Falco. È la giovane madre tossicodipendente di Luigi e Raffaele, non è mai stata capace di dare ai suoi figli una stabilità, anche per questo Luigi si è assunto l'incombenza di doversi prendere cura da solo del fratellino. Dopo del tempo passato in un centro di recupero per tossici lei e i figli si riconciliano. Luigi ottiene da Rosa una casa per tutta la famiglia, ma la loro felicità dura poco, Loredana infatti ha una ricaduta e a causa dell'abuso di droghe finisce in coma.

- Don Gabriele Di Salvo (stagione 4), interpretato da Carmine Paternoster. Capo del clan Di Salvo, diretti rivali dei Ricci. Marito di Donna Wanda e padre di Ezio e Carmine. Dieci anni prima degli eventi della serie venne arrestato dalla polizia giunta a casa, in seguito alla denuncia fatta dal suo autista di fiducia, Vincenzo. Quest'ultimo ha un rapporto molto affettuoso con Carmine, e per questo verrà ucciso sotto ordine di Donna Wanda, colpevole dell'arresto di Gabriele. Donna Wanda ed Ezio prendono il controllo del clan sostituendo Gabriele, il quale tutt'ora sconta la sua pena a Poggioreale, dove lui è praticamente la figura più temuta dato che il penitenziario è sotto il suo controllo.

- Isabella (stagioni 4-5), interpretata da Ilenia Incoglia. Moglie di Enrico e madre di Teresa. Quando quest'ultima rimane incinta di Edoardo, all'inizio Isabella tenta di convincerla a abortire, ma Teresa desidera crescere il bambino. Isabella decide, con l'aiuto del marito, di sostenere Teresa, crescendo la bambina che nascerà. Teresa chiama la piccola, proprio come la madre.

- Gisella (stagione 4), interpretata da Carmen Di Marzo. Moglie di Alfredo, proviene da una famiglia benestante, molto ricca della Napoli bene. Sono stati Gisella e suo padre a fare di Alfredo in avvocato di successo. Alfredo a modo suo tiene a lei, ma le è sempre stato infedele, la tradisce anche con Silvia per la quale decide di lasciare Gisella, che comunque diventa vedova dopo che Raffaele uccide suo marito.

- Tiziana Guarino (stagione 5-in corso), interpretata da Raffaella Rea. Madre di Tommaso e Eugenio, è un magistrato antimafia che in passato aveva fatto arrestare Don Salvatore Ricci. Lei e Tommaso affrontano un momento molto difficile quando Eugenio viene ucciso, anche se Tiziana è una madre affettuosa Tommaso si allontana da lei immerso nel proprio dolore.

- Lorenza (stagione 5-in corso), interpretata da George Li. Figlia di Sofia, è una ragazza ribelle e indomabile. Ciò è stato il risultato delle poche attenzioni ricevute da Sofia. Fin da quando Lorenza era piccola, la madre la metteva sempre in secondo piano per la carriera. Vive a Parigi con il padre, ma si trasferisce a Napoli andando a vivere con Sofia. All'IPM conosce Samuele, infatuandosi di lui.

## Guest star
- Lino Guanciale partecipa in un cameo nel finale della 1ª stagione, nel ruolo di un agente del penitenziario di Poggioreale.
- Danilo Bertazzi è presente in un episodio della 2ª stagione, quando Pietro, il figlio di Massimo, guarda uno dei suoi programmi alla televisione.
- Marcella Granito interpreta la madre di Nazario Valletta, in un episodio della 2ª stagione.
- Daniela Ioia interpreta Elena, la madre di Silvia in un episodio della 3ª stagione.
- Chiara Iezzi interpreta Laura, la madre di Giulia, in un episodio nella 3ª e nella 4ª stagione. Donna estremamente cattolica, non accetta la nuova vita della figlia.